# Exogone molesta
Exogone molesta är en ringmaskart som först beskrevs av Banse 1972.  Exogone molesta ingår i släktet Exogone och familjen Syllidae. Inga underarter finns listade i Catalogue of Life.